# Houstonia Township
Pour les articles homonymes, voir Houstonia.
Houstonia Township est un ancien township, situé dans le comté de Pettis, dans le Missouri, aux États-Unis,.
Le township est fondé en 1873 et baptisé en référence à la communauté de Houstonia.

### Source de la traduction
- (en) Cet article est partiellement ou en totalité issu de l’article de Wikipédia en anglais intitulé « Houstonia Township, Perry County, Missouri » (voir la liste des auteurs).